# Марани

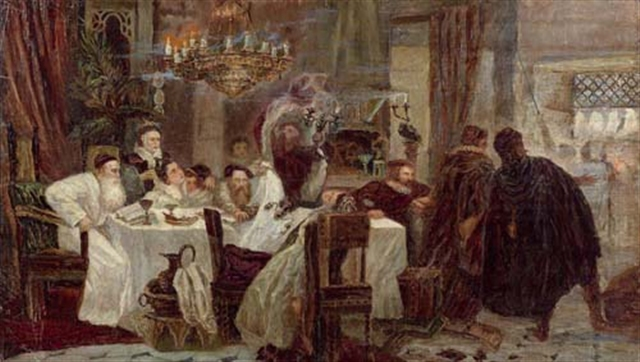
Марани. Таємний седер в Іспанії в добу інквізиції. Картина Мойсея Маймона

Мара́ни (ісп. Marrano — свині, від араб. محرّم мухаррам — заборонене), — термін, яким християнське населення Іспанії і Португалії називало євреїв, що прийняли християнство, та їхніх нащадків, незалежно від ступеня добровільності навернення (кінець XIV — XV ст.ст.).
Часто марани та їхні нащадки таємно й далі зберігали вірність юдаїзмові (повністю або частково). Єврейська традиція розглядає маранів як найзначнішу групу анусім (івр. אֲנוּסִים, букв. примушені) — євреїв, насильницьки навернених в іншу релігію.
Марани, що таємно й далі сповідували юдаїзм, були головним об'єктом гонінь Іспанської інквізиції, як і мориски (мудехари, що прийняли християнство за аналогічних умов).

## Походження назви
Марани є презирливим прізвиськом неясного походження. Іспанською маррано (marrano) означає «свиня». Проте існують й інші версії етимології терміна «marrano»: івр. מראית עין (мар'іт аїн, «зовнішня видимість»); євр.-арам. מר אנוס (мар анус, «примушений»); івр. מומר (мумар, «вихрест») з іспанським закінченням 'ano'; араб. mura'in («лицемір»); араб. muharram («заборонене»); або навіть від церковного прокляття лат. anathema maranatha.
Всі ці версії походження слова, проте, маловірогідні. Найвірогіднішим є його походження від староіспанського слова (marrano), що своєю чергою пов'язане з латинським 'verres' («кабан») і означає свиню. Термін, ймовірно, початково не містив у собі натяку на ритуальну заборону їсти свинину в євреїв, як вважає дехто з дослідників; від початку свого вжитку він, скоріше за все, містив у собі намагання передати ненависть і зневагу. Хоча згодом слово романтизували і взяли на озброєння євреї пізніших часів як символ честі, воно, всупереч поширеним думкам, не було широко вживаним, особливо в офіційних колах. У Латинській Америці його зазвичай не застосовували в офіційних документах, що є певним свідченням його неформального використання в більшості місцевостей. Залишається не з'ясованим, чи його вживали тільки «старі християни», чи й самі євреї, що таємно практикували юдаїзм, теж назвали себе маранами.
Марани з'явилися внаслідок перших заворушень у єврейських кварталах Іспанії. Багато хто змушений був переходити у християнство, щоб зберегти життя. Закони XIV — XV століть в Іспанії ставали дедалі жорсткішими щодо євреїв, і хрещення вважалося альтернативою смерті. Велика кількість євреїв середнього класу зовнішньо наверталася до християнства, щоб уникнути переслідувань, але таємно продовжувала сповідувати юдаїзм.